# Jodoigne
Jodoigne (prononcé [ʒɔdɔɲ]  ; en néerlandais Geldenaken, en wallon Djodogne), surnommée aussi «la vicomté», est une ville francophone de Belgique, située en Région wallonne, dans la province du Brabant wallon.
Ville située en plein milieu de la Hesbaye, Jodoigne est la douzième ville la plus peuplée du Brabant wallon avec près de 15.000 habitants. Traversé par la Grande Gette et très agricole, la région est qualifiée de grenier à blé de la Belgique pour ses nombreuses cultures.
Déjà mentionné au IXe siècle, dans une charte de Lothaire II, Jodoigne possède un riche patrimoine culturel, dont de nombreux monuments classés comme l'Abbaye de la Ramée, le château Pastur ou encore l'église Saint-Médard.

## Toponymie
Jodoigne vient du latin Geldonia de Geldenaken.
- Gelden : bas-franc : endroit où rien ne pousse (stérile)
- Aken : épine, pointe
- Geldenaken : rocher stérile, éperon schisteux entouré de marécages

## Géographie

### Situation générale
Jodoigne est située en Moyenne-Belgique, aux confins du Brabant et de la Hesbaye. La ville se trouve à quelque 38 kilomètres au sud-est de Bruxelles, à 50 km au nord-ouest de Liège et 20 km au sud de Louvain (à vol d'oiseau).

### Sections
Depuis la fusion des communes de 1977, l'entité regroupe trois villages.
| #  | Nom                 | Superf. (km²) | Habitants (2020) | Habitants par km² | Code INS |
| -- | ------------------- | ------------- | ---------------- | ----------------- | -------- |
| 1  | Jodoigne            | 15,38         | 6.052            | 393               | 25048A   |
| 2  | Jodoigne-Souveraine | 5,41          | 826              | 153               | 25048B   |
| 3  | Jauchelette         | 3,10          | 415              | 134               | 25048C   |
| 4  | Dongelberg          | 4,82          | 597              | 124               | 25048D   |
| 5  | Lathuy              | 6,88          | 767              | 111               | 25048E   |
| 6  | Mélin               | 11,59         | 1.374            | 119               | 25048F   |
| 7  | Saint-Remy-Geest    | 5,30          | 564              | 106               | 25048G   |
| 8  | Zétrud-Lumay        | 6,23          | 1.158            | 186               | 25048H   |
| 9  | Saint-Jean-Geest    | 7,56          | 957              | 127               | 25048G   |
| 10 | Piétrain            | 7,45          | 1.646            | 221               | 25048H   |

#### Autres villages et hameaux
- Sart-Mélin, Maison du Bois et Gobertange en Mélin
- Zétrud et Lumay en Zétrud-Lumay
- Sainte-Marie-Geest en Saint-Jean-Geest
- Piétremeau et Herbais en Piétrain
- Genville en Saint-Remy-Geest
- Brocui en Lathuy
- Molembais-Saint-Josse en Jodoigne

### Communes limitrophes
| Beauvechain | Hoegaarden |                     |
| Incourt     | Jodoigne   | Hélécine Orp-Jauche |
|             | Ramillies  |                     |

### Hydrographie
La ville de Jodoigne est traversée par la Grande Gette.

### Géologie
Le système gédinnien du terrain rhénan est représenté dans toute la vallée de la Gette par son étage inférieur, qui y affleure depuis la route de Wavre-Hannut jusqu'à la limite de Saint-Jean-Geest.
Cette bande se compose de quartzite et de phyllade gris-bleuâtre.
On nous a signalé, du soufre et de l'argent natif au lieu-dit Cricales.
Du schiste ferrugineux et de la pechblende sont signalés à Gobiery.
Vers le château de Jodoigne, le quartzite forme des bancs massifs d'un noir bleuâtre à cassure conchoïdale subluisante à peine pailletés qui atteignent plus d'un mètre d'épaisseur, on retrouve ces bancs, sous la chaussée de Tirlemont, jusqu'à la rue de Piétrain.
Le limon hesbayen du système diluvien recouvre une grande partie du territoire de Jodoigne.

## Démographie

### Démographie: Avant la fusion des communes
- Source: DGS recensements population

### Démographie: Commune fusionnée
En tenant compte des anciennes communes entraînées dans la fusion de communes de 1977, on peut dresser l'évolution suivante:
Les chiffres des années 1831 à 1970 tiennent compte des chiffres des anciennes communes fusionnées.
- Source: DGS , de 1831 à 1981=recensements population; à partir de 1990 = nombre d'habitants chaque 1 janvier[5]

## Histoire

### Préhistoire
De nombreux outils en silex furent trouvés aux Blanches Fontaines et le long de la Chaussée de Charleroi.
Une hache en silex a été découverte dans la campagne jodoignoise au lieu-dit « Champs des oiseaux ». Cette hache paléolithique est remarquable car le tranchant n'est pas ébréché, marquant peut-être l'apanage d'un chef.

### Antiquité
La découverte de plusieurs villas gallo-romaines dans les environs de Jodoigne atteste la présence des Gallo-romains dans la région durant l'Antiquité. Citons, entre autres, la villa romaine de la Campagne de Bronne, à Saint-Jean-Geest, partiellement fouillée par Jacques Breuer et l'abbé Robert Hanon de Louvet en 1915 et 1916. Un tumulus romain et des poteries furent également découverts près de l'actuel cimetière ainsi que dans la ruelle des Gotteaux et au Chasselon, respectivement.

### Moyen Âge
Des découvertes de la période mérovingienne ont été réalisées dans de nombreux endroits, attestant une présence germanique dans la région.
La tradition attribue à Jodoigne une haute antiquité, les campagnes environnantes recèlent de nombreux débris de construction.
Jodoigne comme presque toutes les localités possède une histoire légendaire, qui ne repose que sur des documents erronés ou falsifiés et sur des conjectures sans fondement.
Les ducs de Brabant n'acquirent Jodoigne que vers 1180 après l'avoir enlevé au comte de Duras.
Dès le premier tiers du XIe siècle Jodoigne appartenait à une dame nommée Erlende, qui devenue veuve fonda dans l'église Saint-Médard une messe quotidienne pour les trépassés.
Erlende laissa trois fils, Adalbéron primicier de la cathédrale de Metz. qui fut enseveli le 2 novembre 1024, le comte de Godefroid et Gislebert. Godefroid n'ayant pas laissé d'enfants, son patrimoine passa à Gislebert, dont la fille unique, nommée Ode, épousa Othon, de la maison des comtes de Looz.
Othon et ses successeurs portèrent le titre de comte de Duras et occupèrent les importantes fonctions de sous-avoué de l'abbaye de Saint-Trond.

## Héraldique
|  | La ville possède des armoiries qui lui ont été octroyées le 15 septembre 1841. Elles sont inspirées du sceau de la ville au XVIe siècle. Elles sont mentionnées dans des manuscrits de la même époque. Elles sont aussi représentées sur un rouleau d'armoiries de 1666. Blasonnement : D'argent, au lion de sable armé et lampassé de gueules, accompagné en chef de deux tourcelles de même. Source du blasonnement : Heraldy of the World. |

## Politique et administration

### Conseil et collège communal 2024-2030
| Collège communal   |                                |                           |
| ------------------ | ------------------------------ | ------------------------- |
| Bourgmestre        | Jean-Luc Meurice               | MR - Liste du Bourgmestre |
| 1er Échevin        | Olivier Debroek                | Liste du Bourgmestre      |
| 2e Échevine        | Bénédicte Delmez               | MR - Liste du Bourgmestre |
| 3e Échevine        | Ludivine Henrioulle-Demeester  | MR - Liste du Bourgmestre |
| 4e Échevin         | Humbert Dubois                 | Liste du Bourgmestre      |
| 5e Échevine        | Juliette Doneux                | Liste du Bourgmestre      |
| Présidente du CPAS | Marie-Louise Houart de Meester | Liste du Bourgmestre      |

### Jumelage
- Damme (Belgique)
- Saint-Pierre-sur-Dives (France)
- Coulanges-la-Vineuse (France)
- Rutovu (Burundi)
- Bélogradtchik (Bulgarie)
- Łeba (Pologne)

## Patrimoine et culture

### Patrimoine architectural

#### Patrimoine religieux
- Chapelle Notre-Dame-du-Marché : surmontée d'un clocher hélicoïdal, contient le gisant du Comte Winand de Glymes et de son épouse décédés respectivement en 1668 et 1671.
- Église Saint-Médard : église de style roman datant du XIIe - XIIIe siècle qui relève du patrimoine immobilier exceptionnel de la Wallonie.
- Chapelle Notre-Dame-des-Sept-Douleurs de Jodoigne-Souveraine
- Église Notre-Dame-de-la-Visitation de Mélin.
- Église Saint-Remy de Saint-Remy-Geest.
- Église Saint-Pierre de Sainte-Marie-Geest.
- Église Saint-Barthélemy de Zétrud-Lumay.
- Chapelle Sainte-Catherine d'Herbais.
- Chapelle Saint-Antoine de Sart-Mélin.
- Chapelle Sainte-Marie-Madeleine de Gobertange.
- Chapelle Notre-Dame de Bon Secours de Zétrud-Lumay.
- Cure de Mélin.

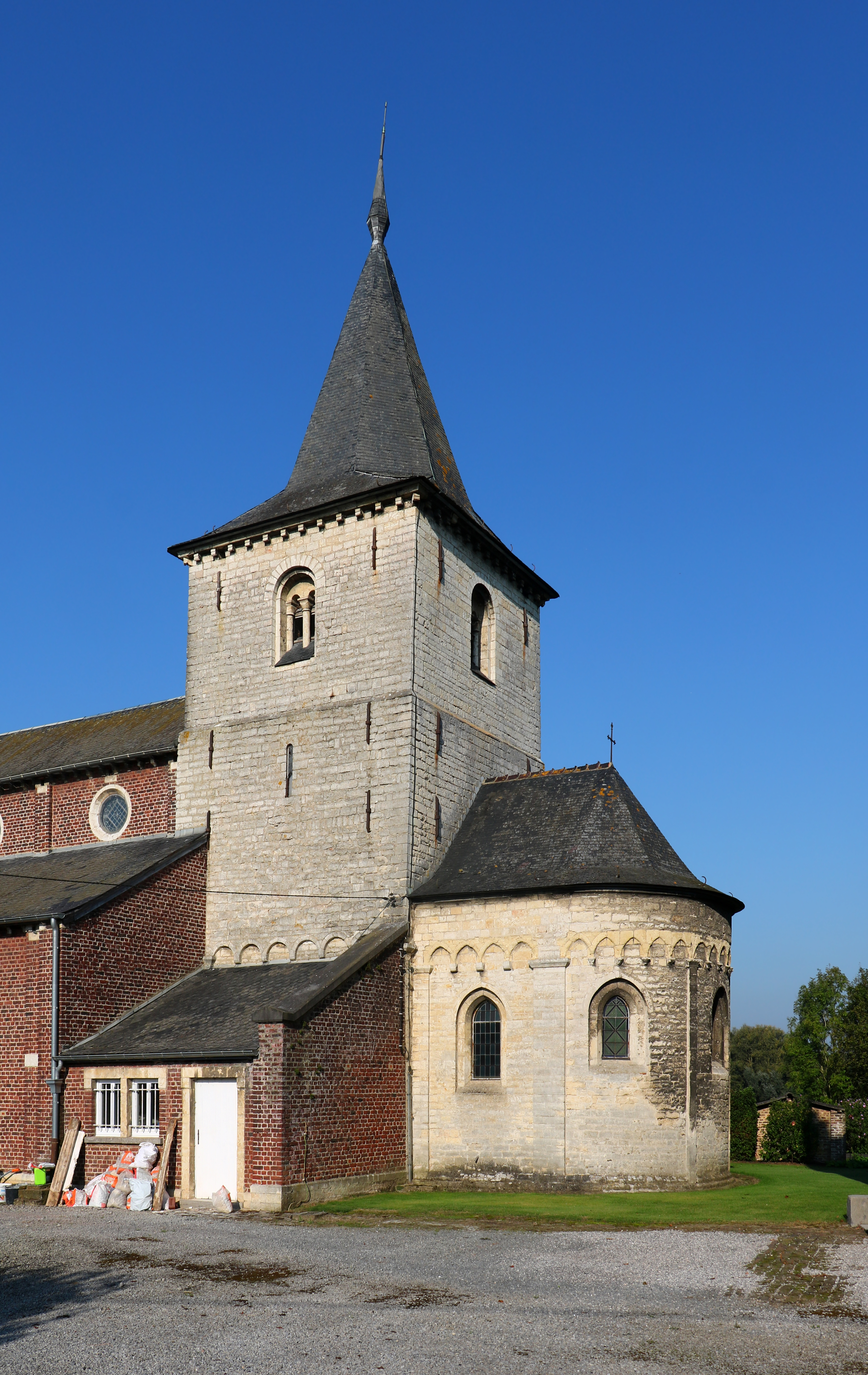
Église Saint-Pierre de Sainte-Marie-Geest.
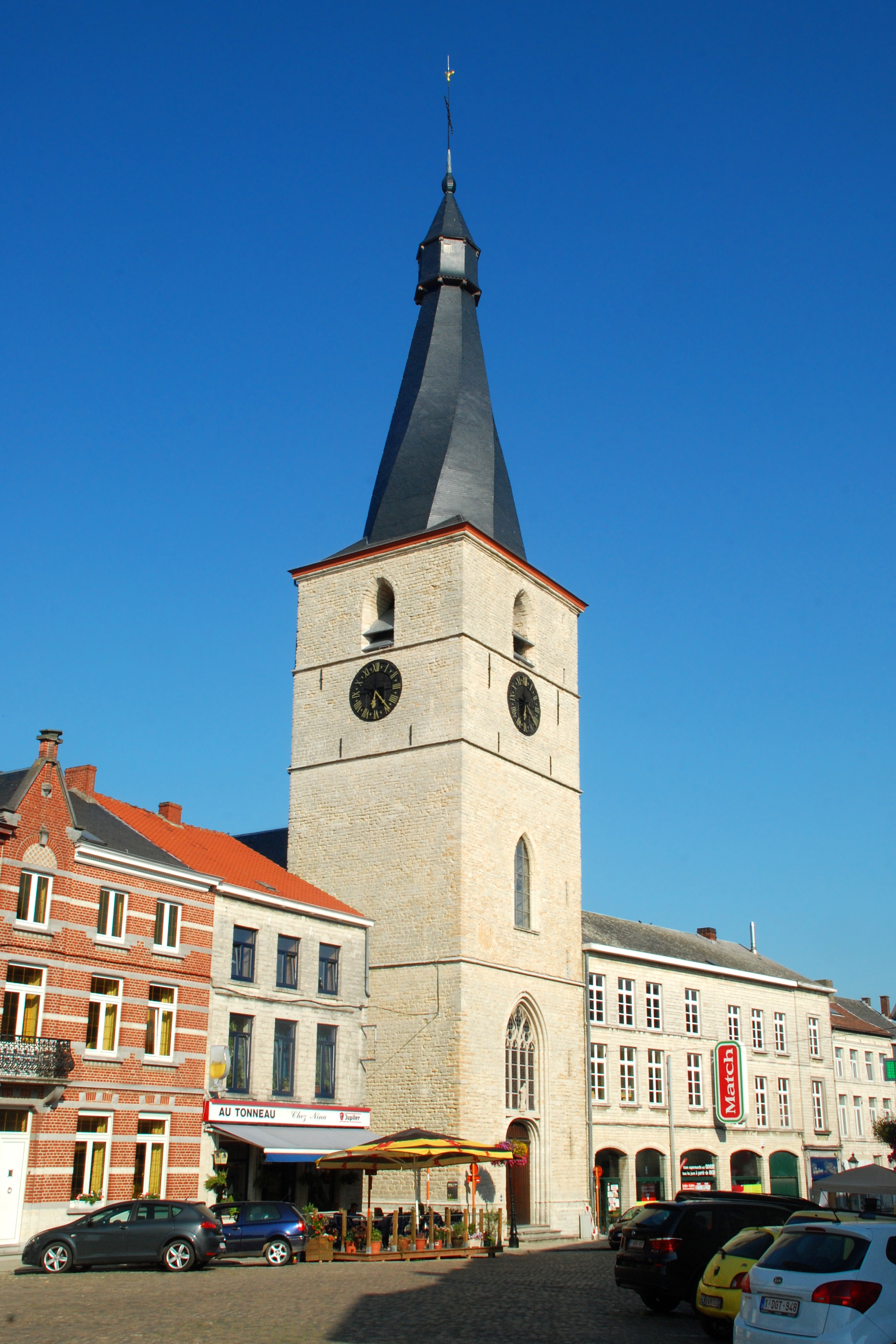
Chapelle Notre-Dame-du-Marché .
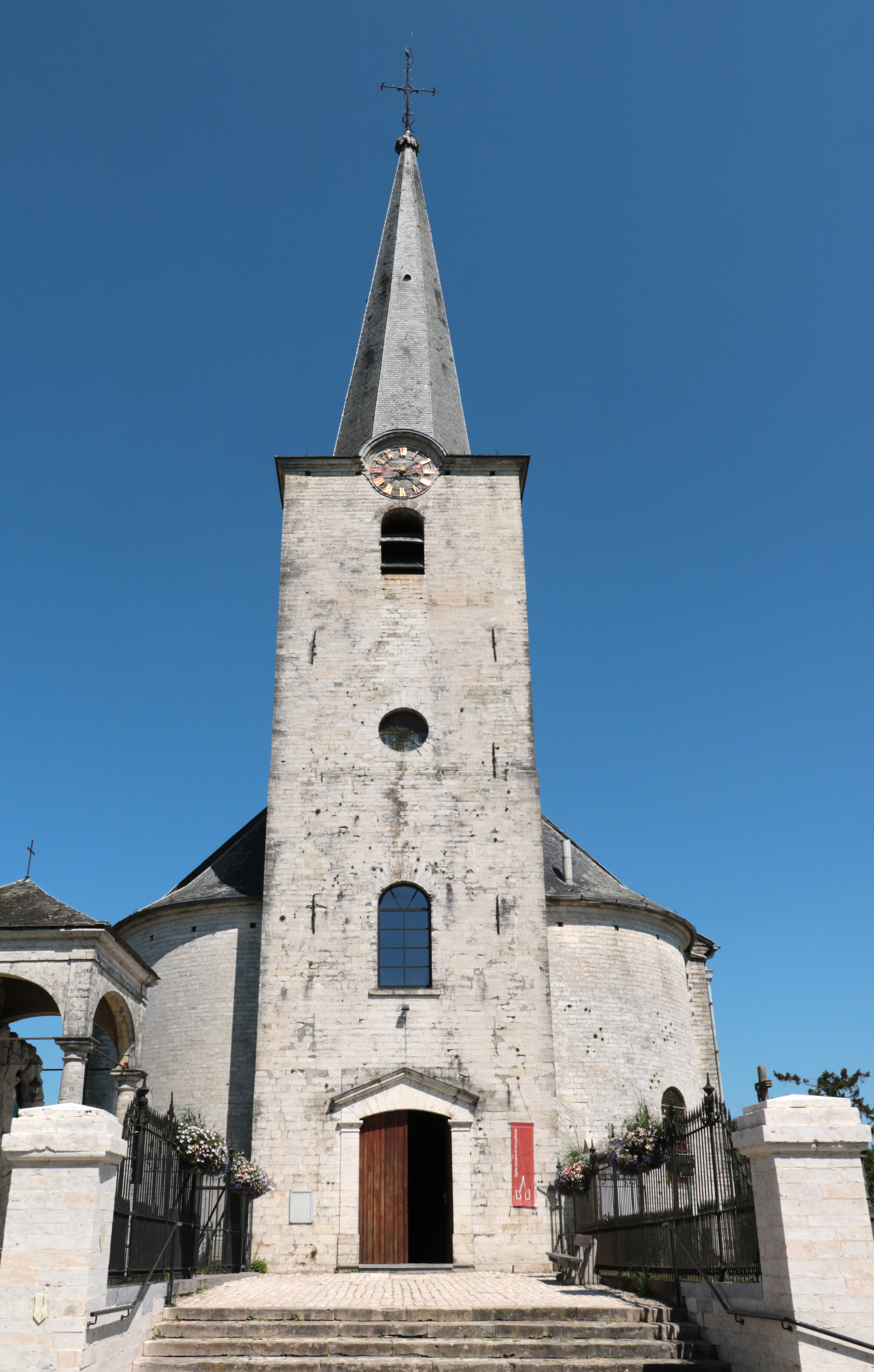
Église Notre-Dame-de-la-Visitation de Mélin.
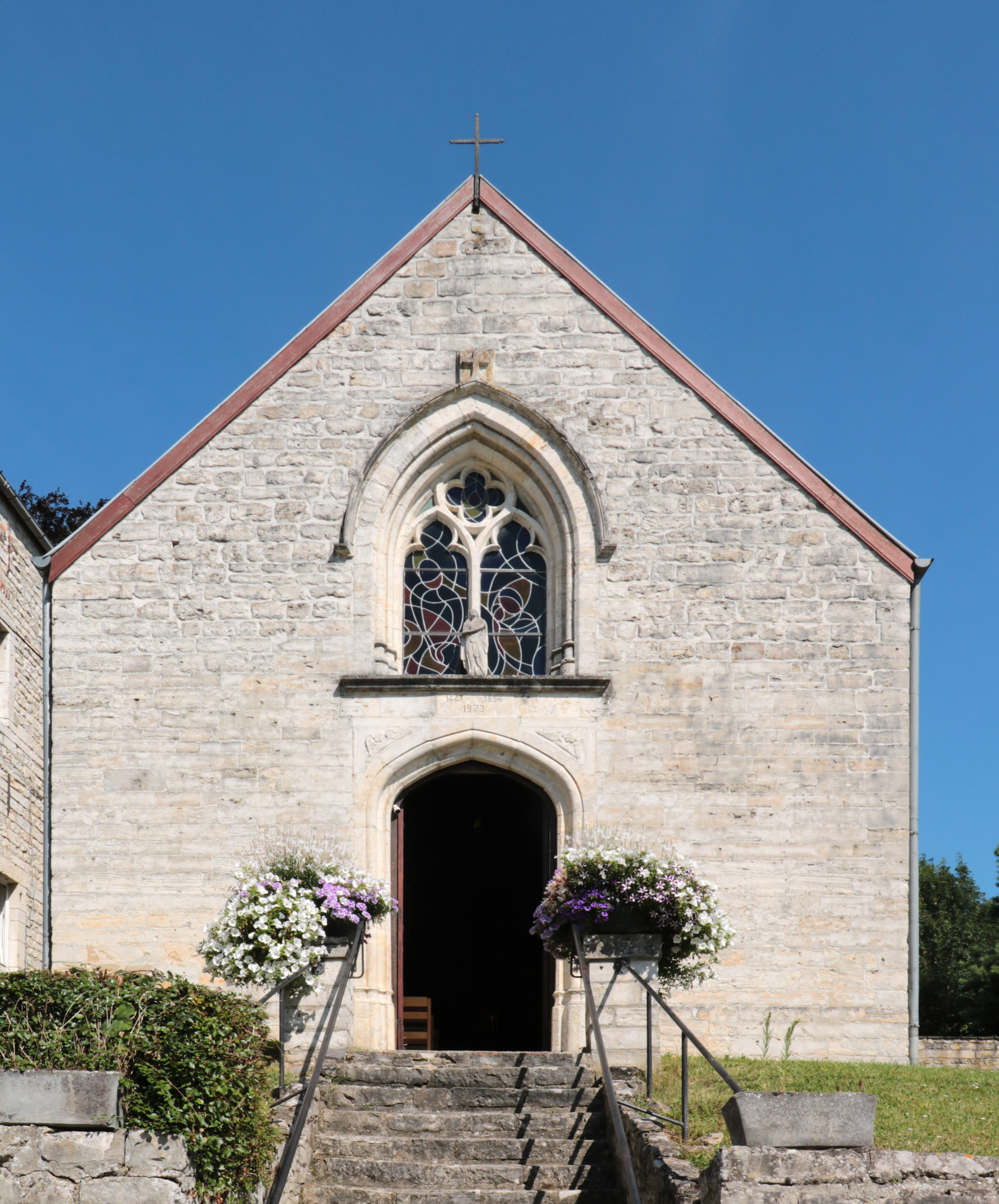
Chapelle Sainte-Marie-Madeleine de Gobertange.
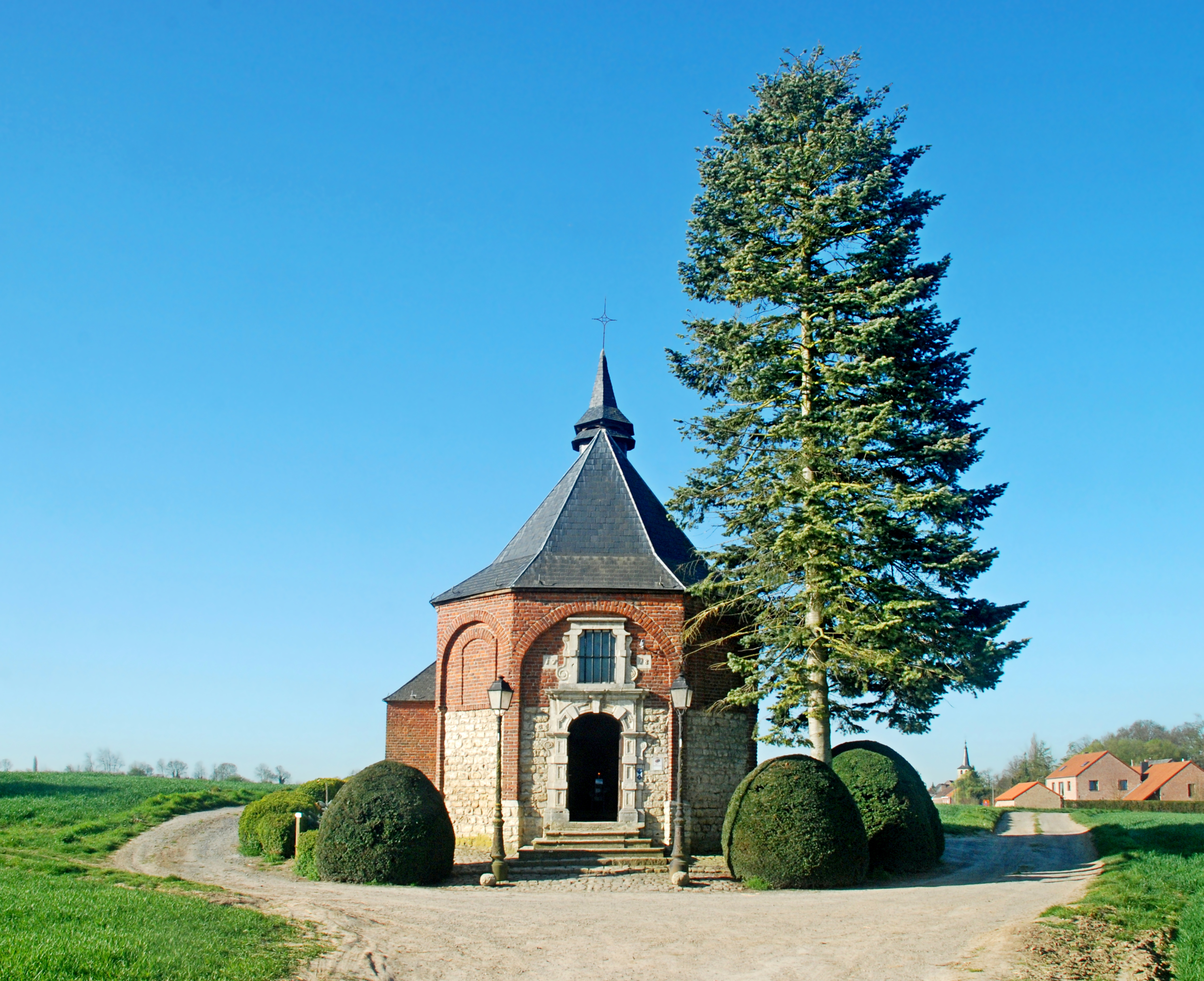
Chapelle Notre-Dame de Bon Secours de Zétrud-Lumay.
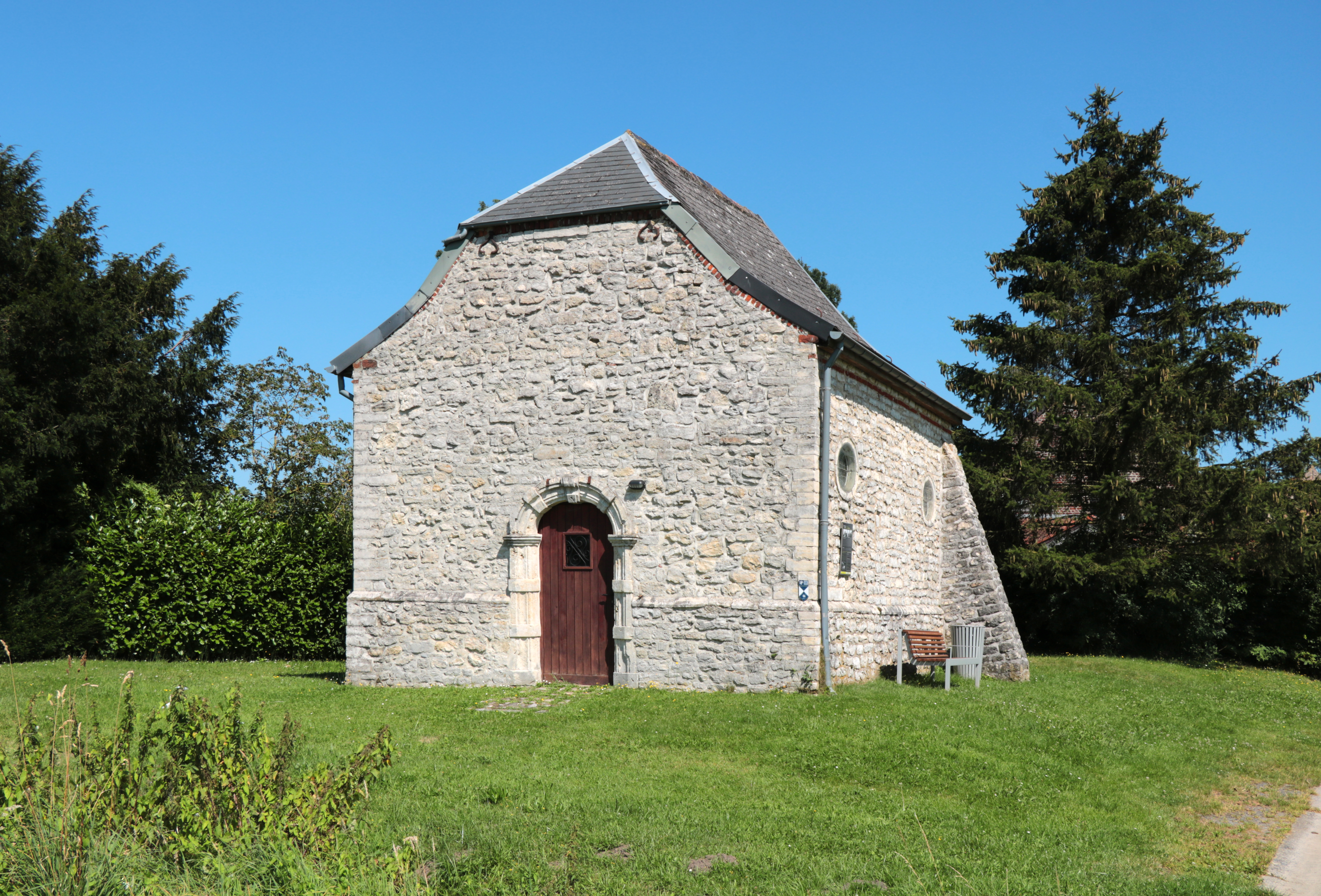
Chapelle Saint-Antoine de Sart-Mélin.
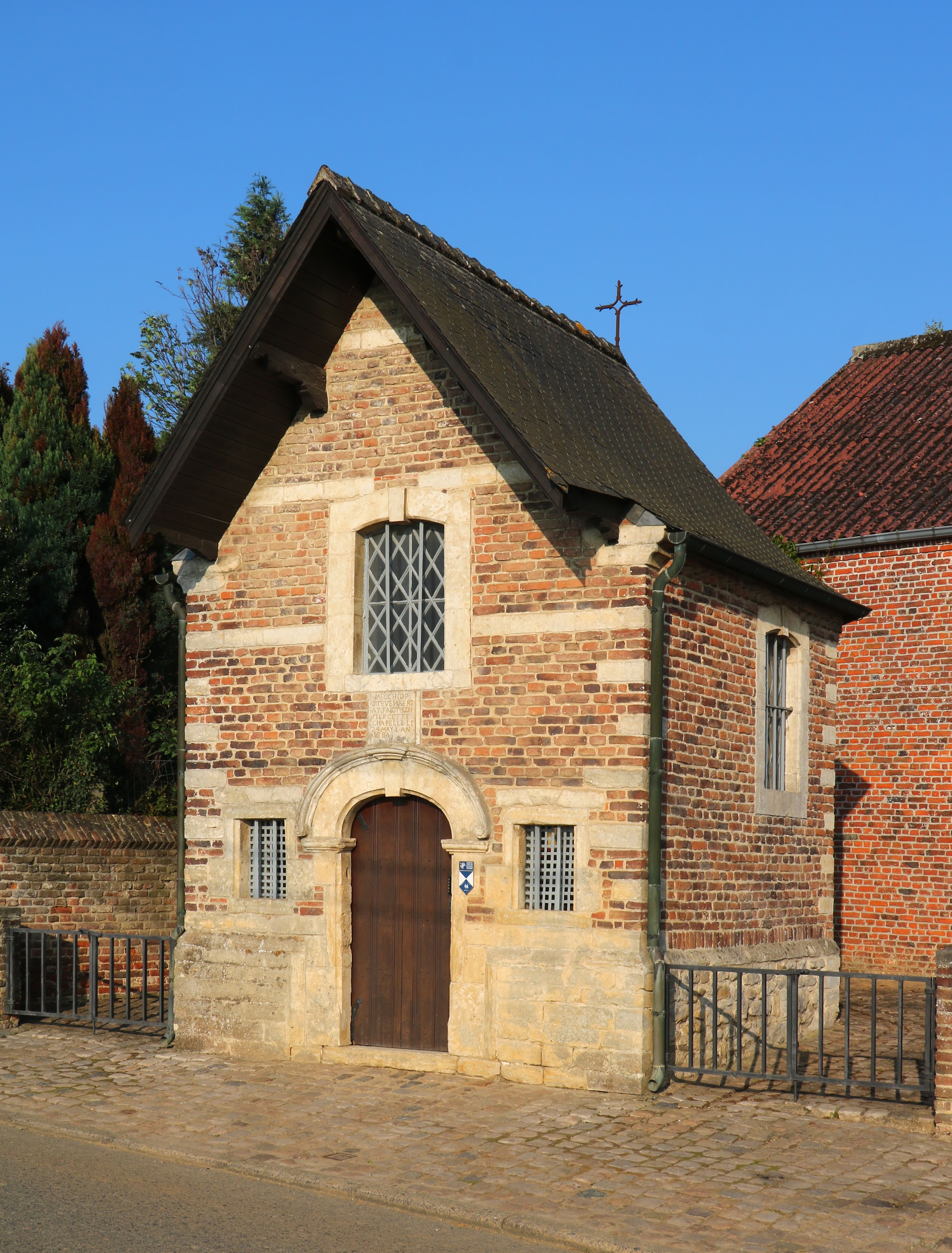
Chapelle Notre-Dame-des-Sept-Douleurs de Jodoigne-Souveraine.

#### Patrimoine civil

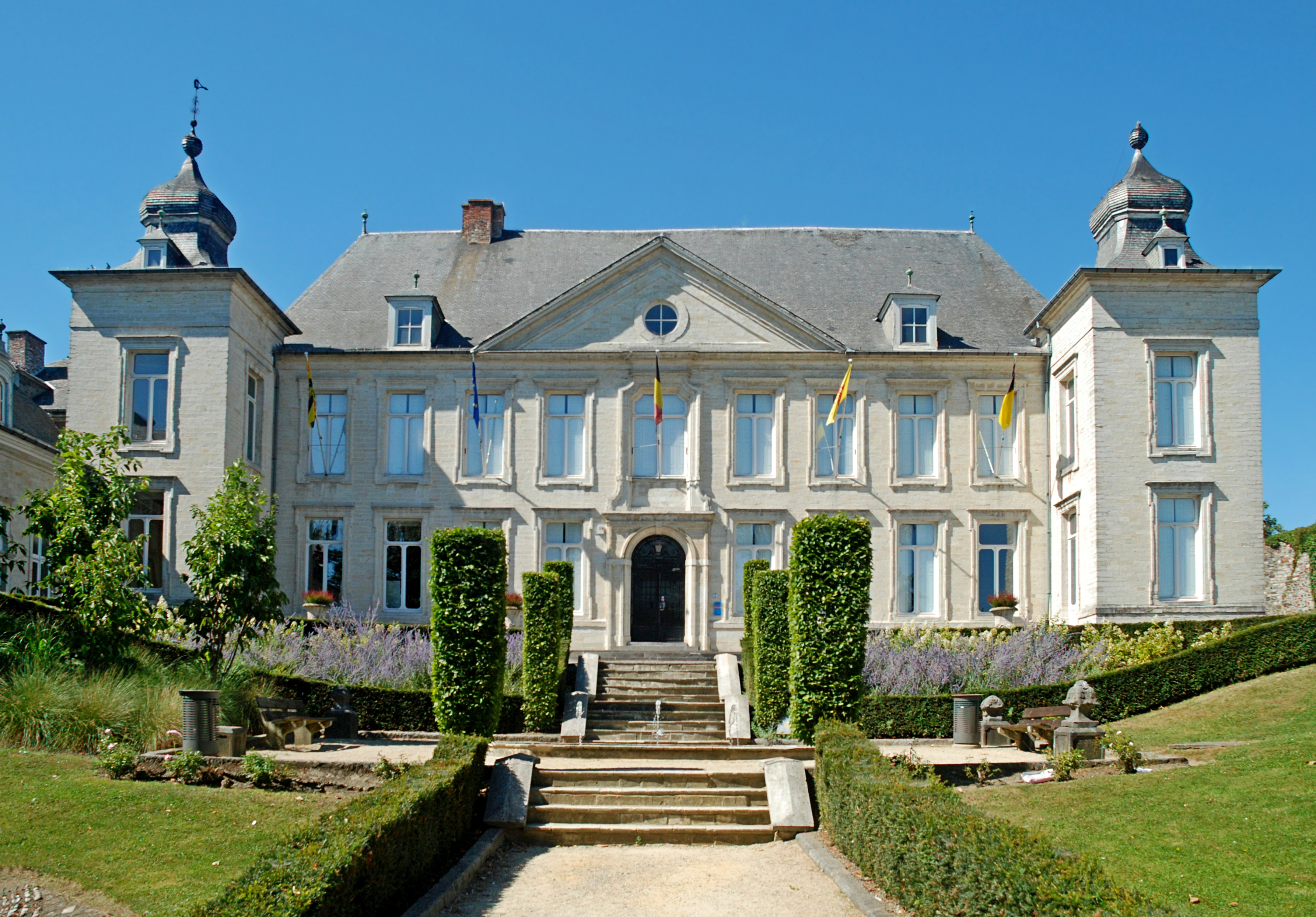
Château Pastur.

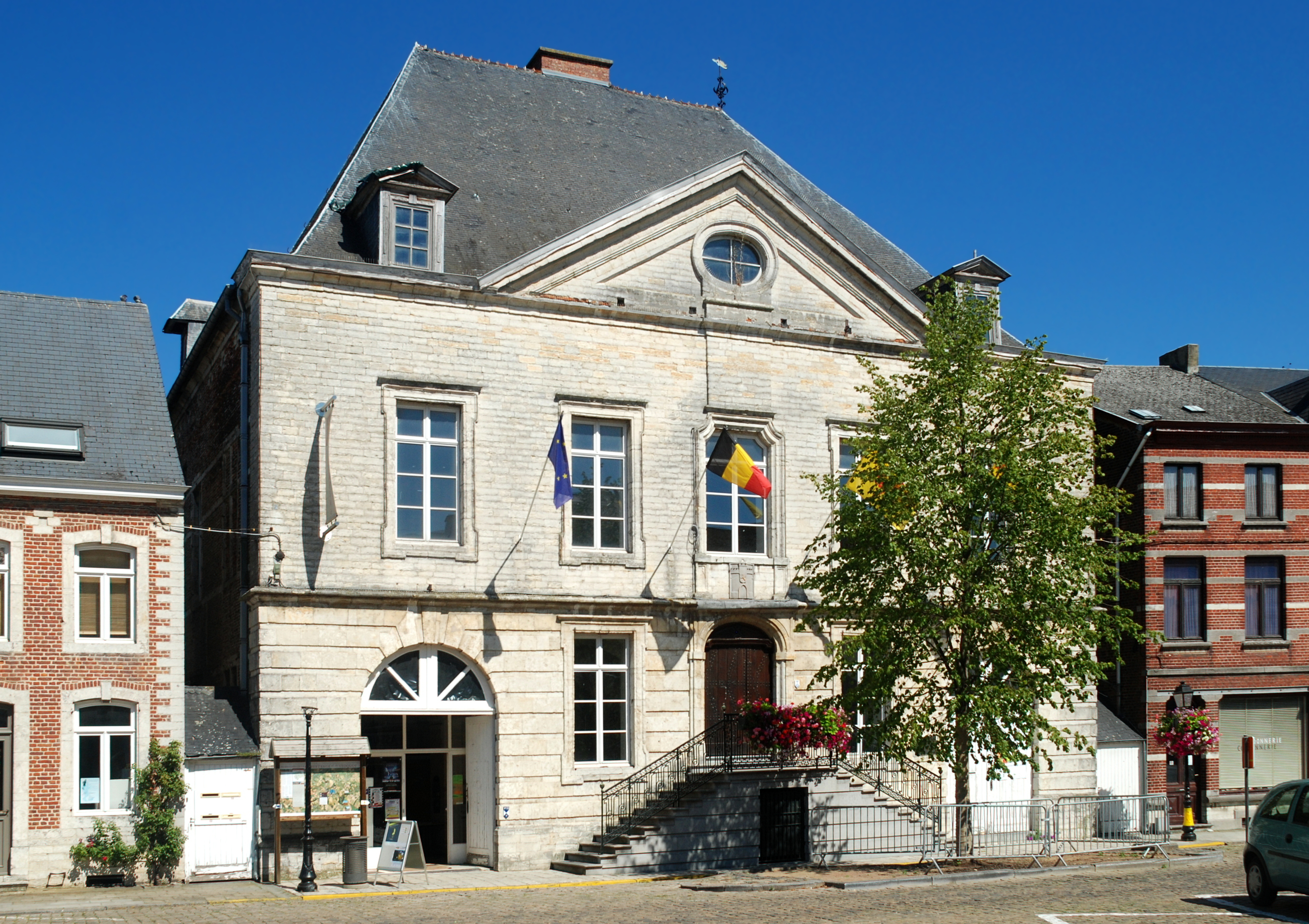
Ancien hôtel de ville de Jodoigne.

- Le Château Pastur : ancienne résidence des Comtes de Duras, demeure seigneuriale du Duc Henri Ier de Brabant, reconstruit en 1730 par le Comte de Romsée, l'édifice construit en pierres blanches de Gobertange fut acquis le 15 juin 1849 par le notaire Philippe Pastur qui donna son nom au château, l'actuel Hôtel de ville.
- L'abbaye de la Ramée à Jauchelette.
- L'ancien hôtel de ville de Jodoigne, de style classique
- Le Château de l’Ardoisière - ancienne résidence secondaire d’une importante famille jodoignoise qui doit son nom au fait qu’on y a recherché des ardoises. Le lieu disposait et dispose à nouveau d’une installation hydro-électrique sur la Gette. De 2010 à 2013, le Château de l’Ardoisière a été complètement rénové et sert de lieu de séminaires et de mariages. Le domaine jouit d’un parc et d’un étang.
- Le Château des Cailloux.
- Le Château Gobert ou Ghobert, édifié en 1792.
- Le Château de Jodoigne-Souveraine, édifié en 1764, est repris sur la liste du patrimoine immobilier exceptionnel de la Wallonie.
- La Maison de la vicomté : bâtie en pierre de taille et ornée d'une grande tourelle. Dès l'année 1530, on mentionne la maison des Glymes.
- L'Hôtel des libertés situé sur la Grand Place.
- Le musée Gérardin (abandonné)[10].

#### Patrimoine rural
- La Ferme de la Hesserée.
- La Ferme Fortemps.
- La Ferme d'Awans.
- La Moulin de Genville.

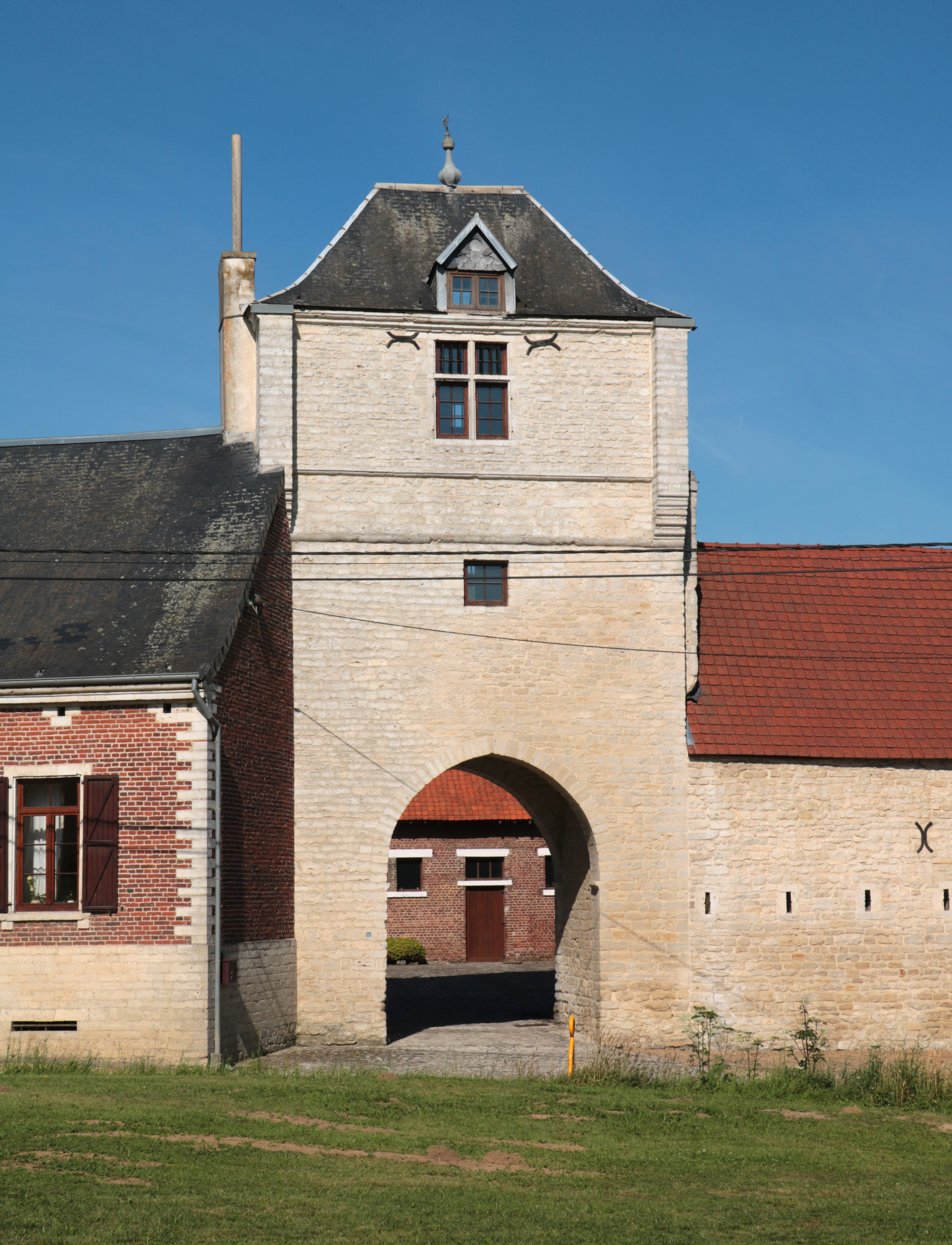
Ferme de la Hesserée.
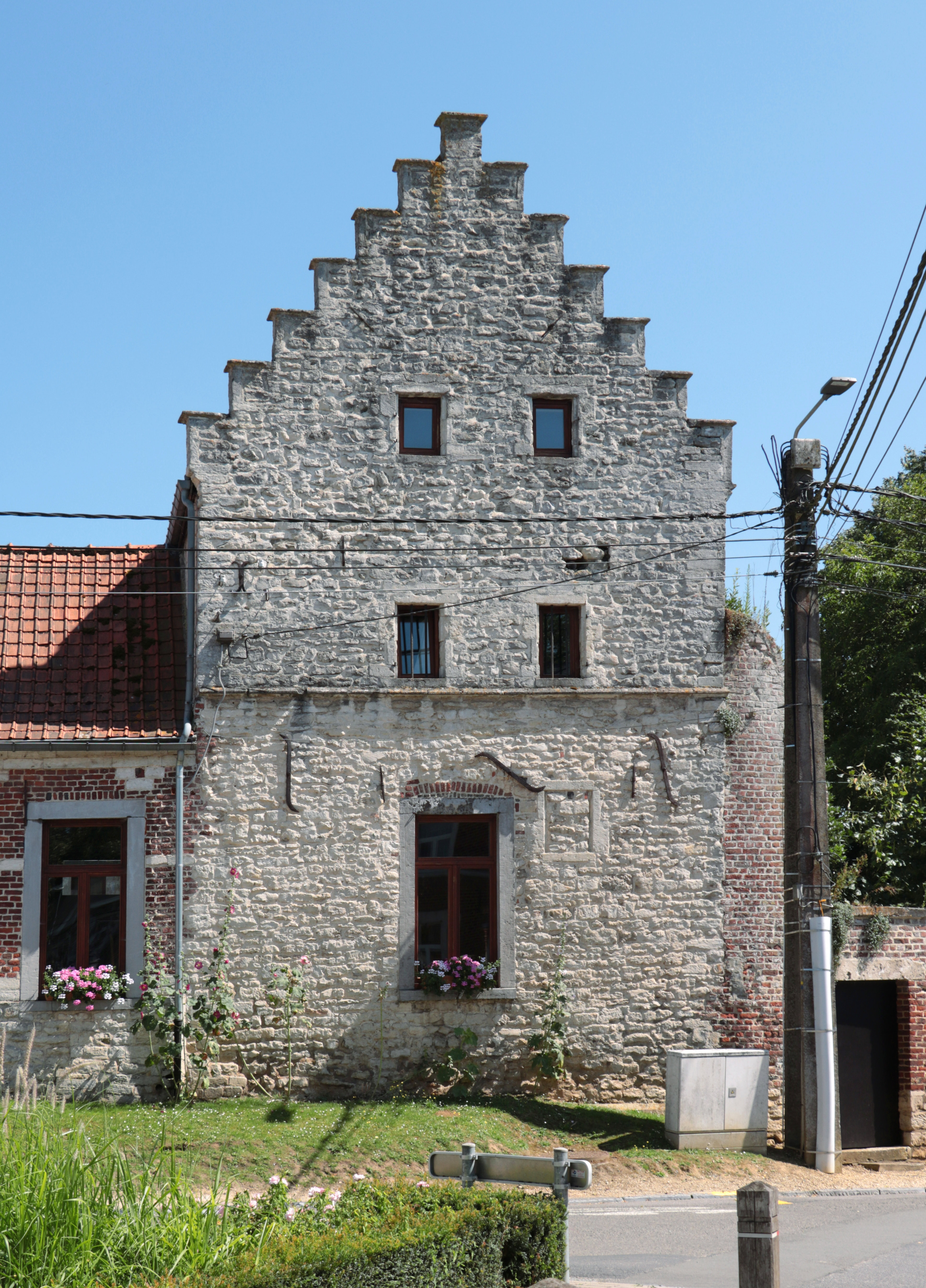
Ferme Fortemps.
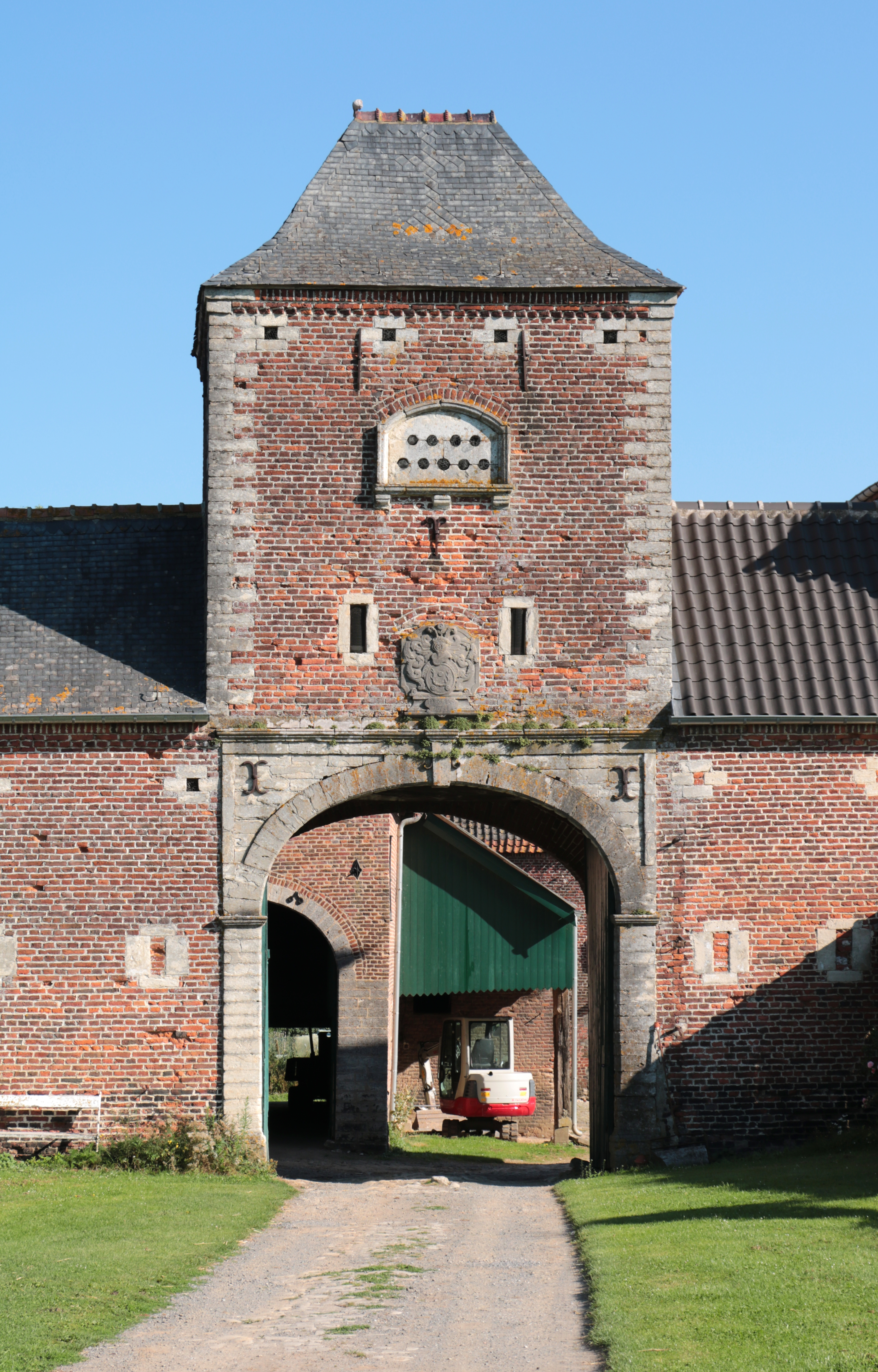
Ferme d'Awans.
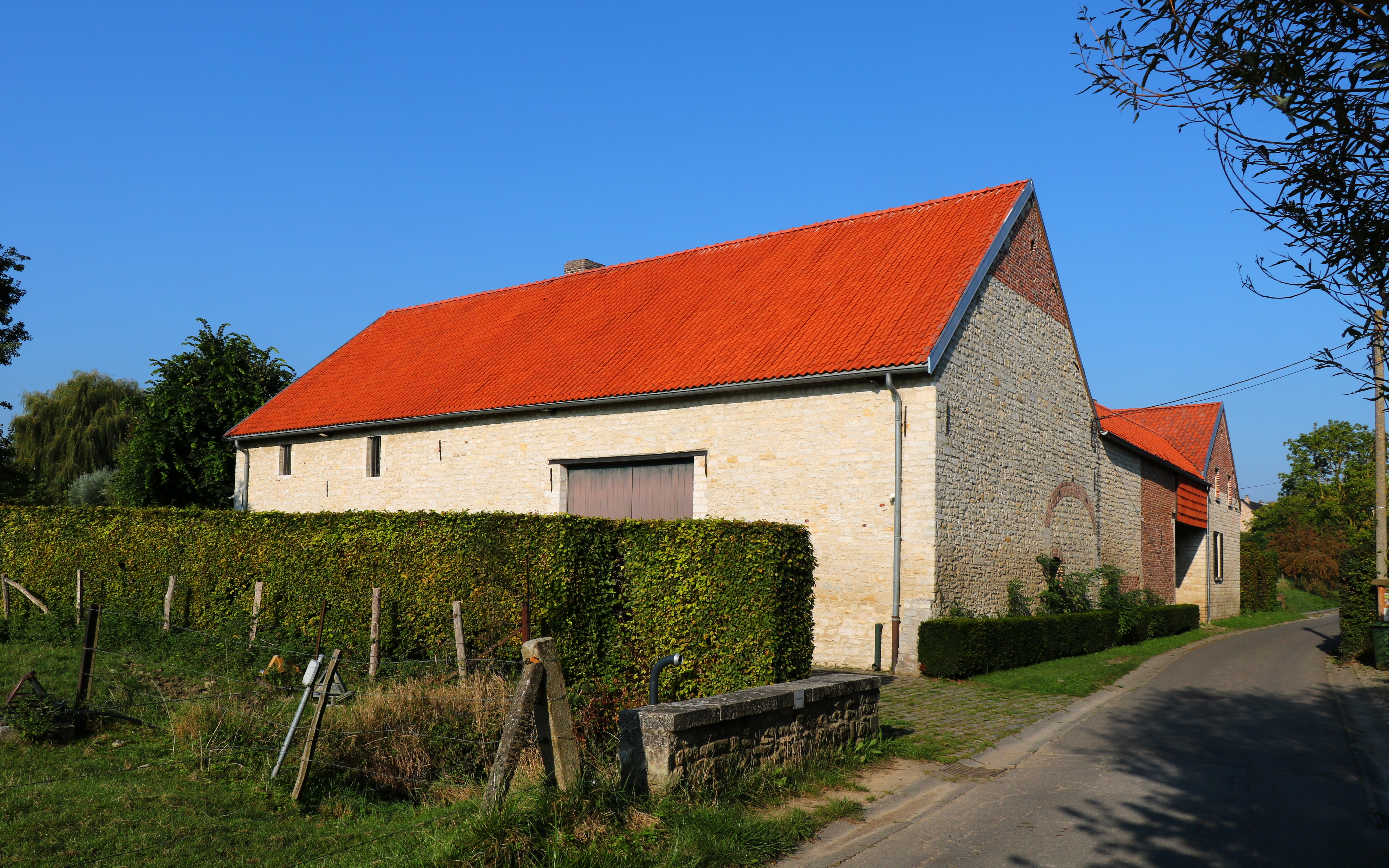
Moulin de Genville.

### Culture

#### Gastronomie locale
Les spécialités culinaires de Jodoigne sont :
- le porc de Piétrain ;
- le boudin vert ;
- la tarte au fromage "blanke doréye de Djodogne".

#### La Royale harmonie de Jodoigne
Le 1er décembre 1816, une poignée de Jodoignois, désirant ranimer le goût de la musique dans la ville de Jodoigne fonde une nouvelle Société de musique. Cet ensemble portera successivement le nom de " Société d’Harmonie ", " Société de musique de Jodoigne " en 1903.
La révolution de 1830 et les différentes guerres en Europe mettront à chaque fois la société en veilleuse mais s’est toujours sentir grandie afin que l’harmonie redémarre ses activités. Au fil des ans et même des siècles, le patrimoine de la " Royale harmonie de Jodoigne " s’enrichit de nombreux instruments et d’une bibliothèque de partitions inestimable.
L'harmonie, actuellement composée d'une trentaine de musiciens, propose tout au long de l'année divers concerts au travers d'un répertoire varié reprenant des œuvres classiques, des musiques de films et des compositions pour harmonie.

#### Médias
La commune fait partie de la zone de couverture d'UpRadio. En termes de télévision locale, les Jodoignois reçoivent TV Com.

## Galerie

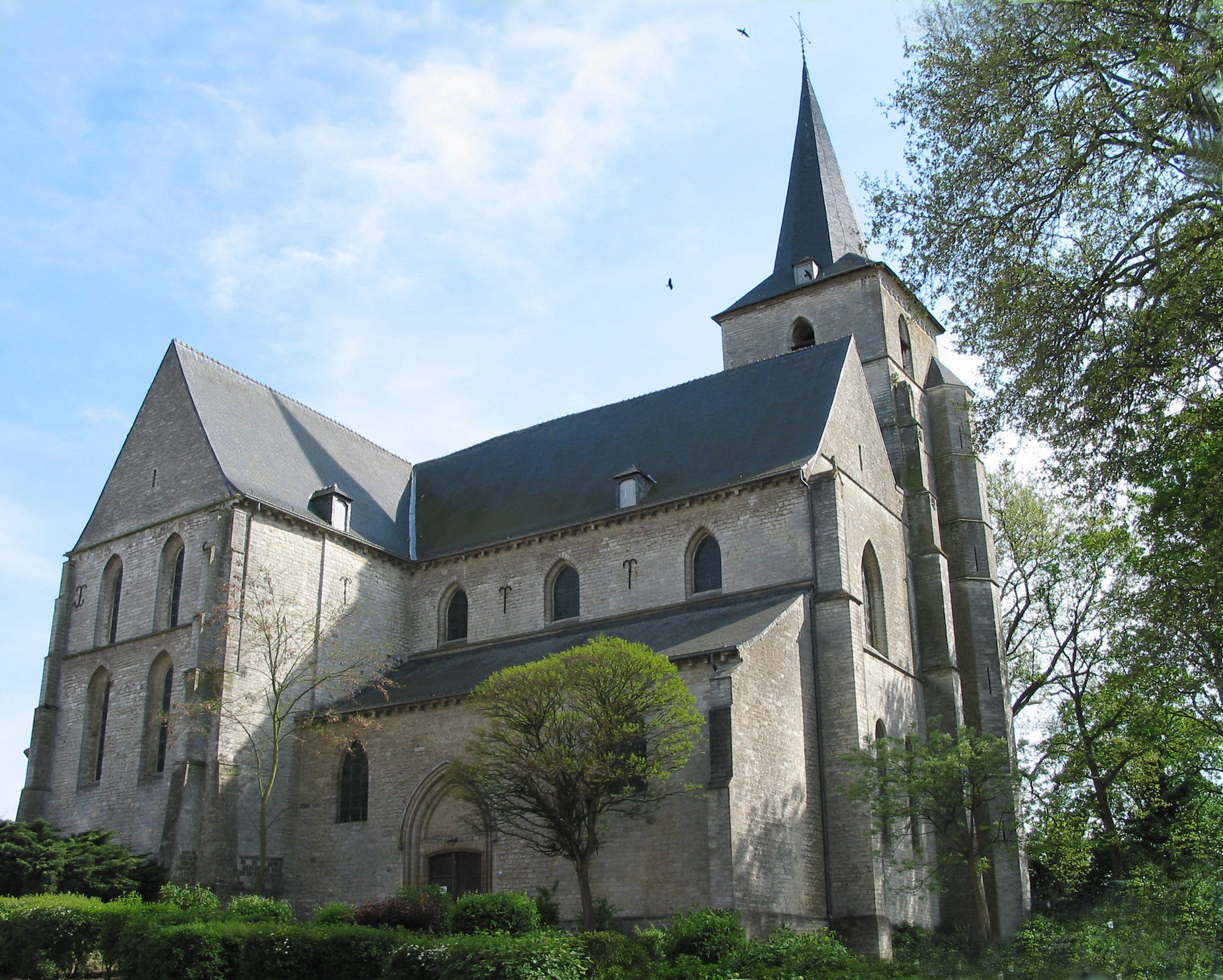
L'église Saint-Médard.
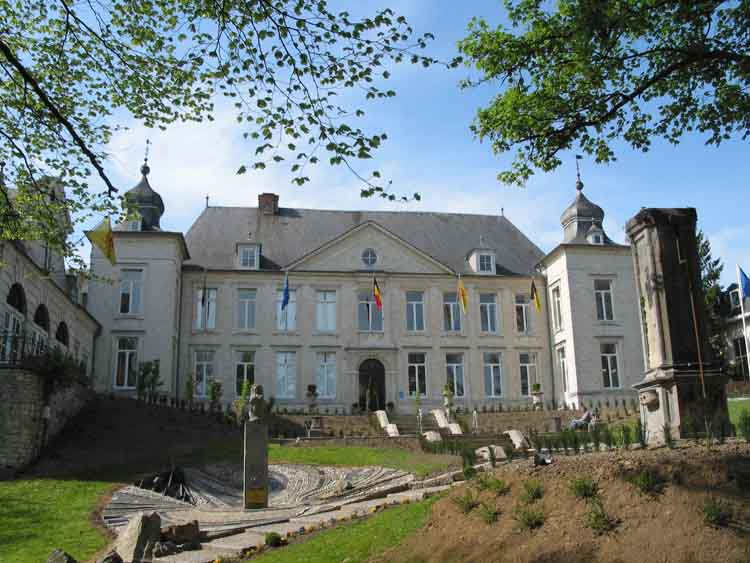
Le château Pastur (hôtel de ville).
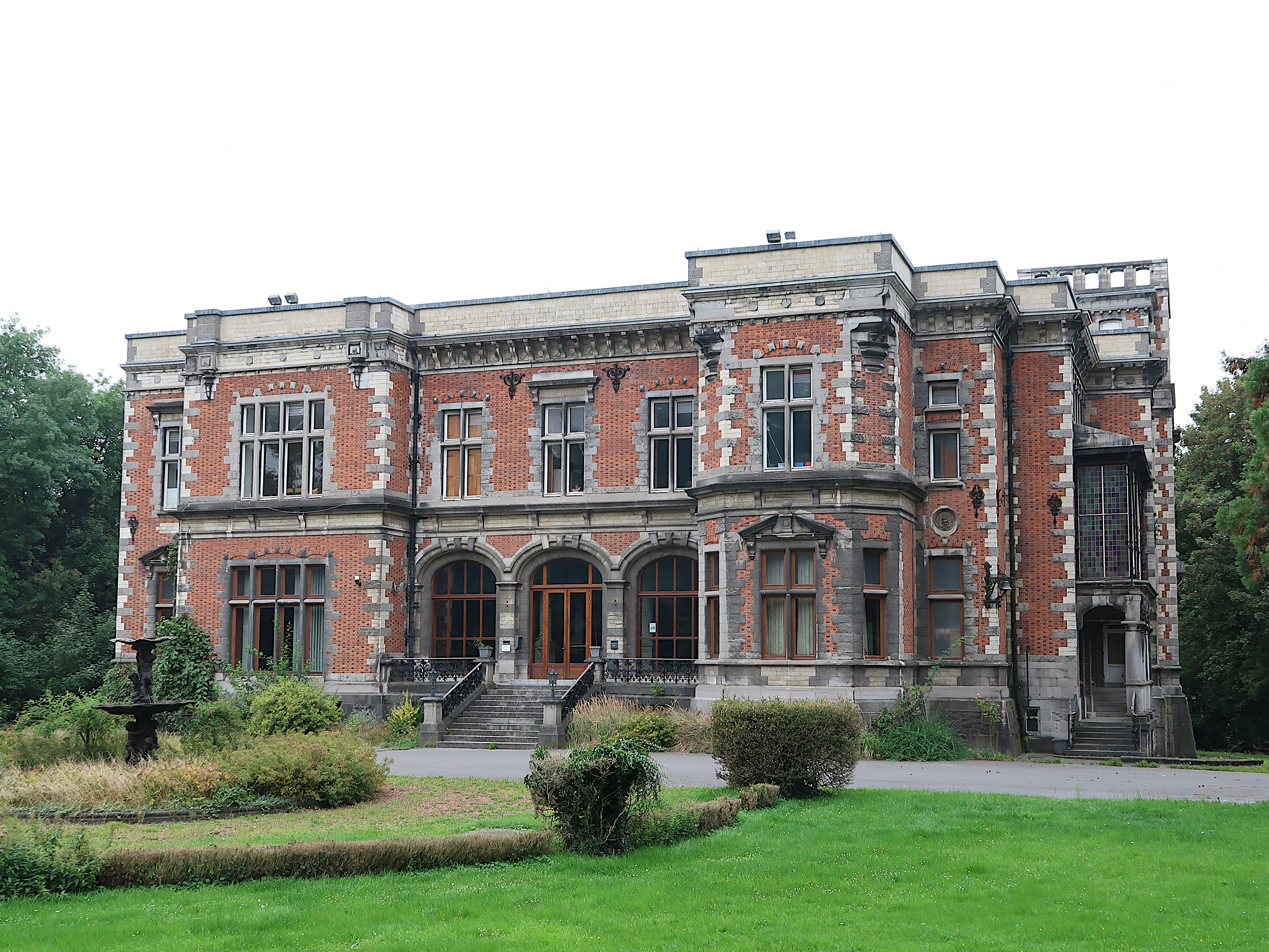
Château des Cailloux.
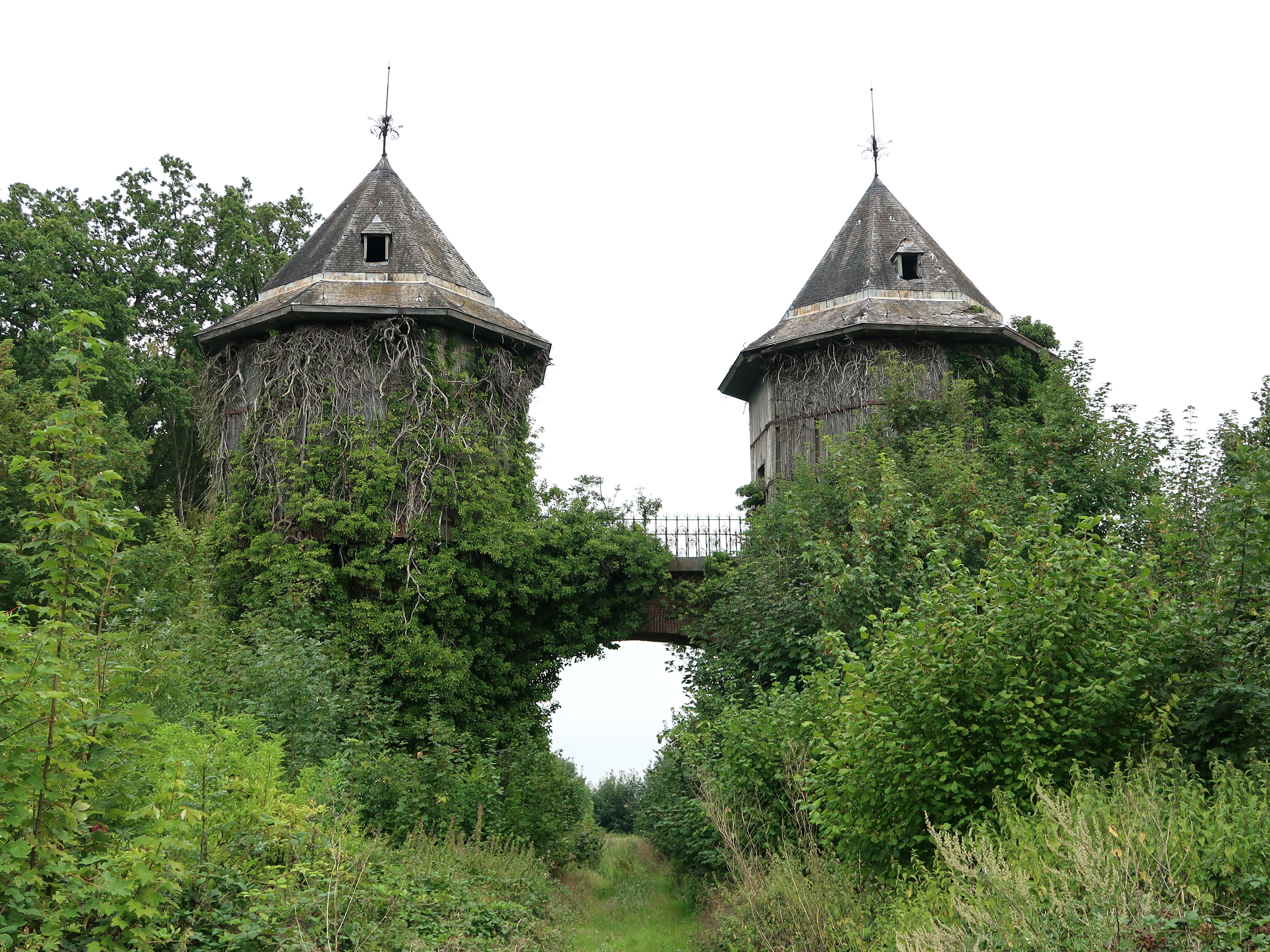
Château d'eau double du Château des Cailloux.
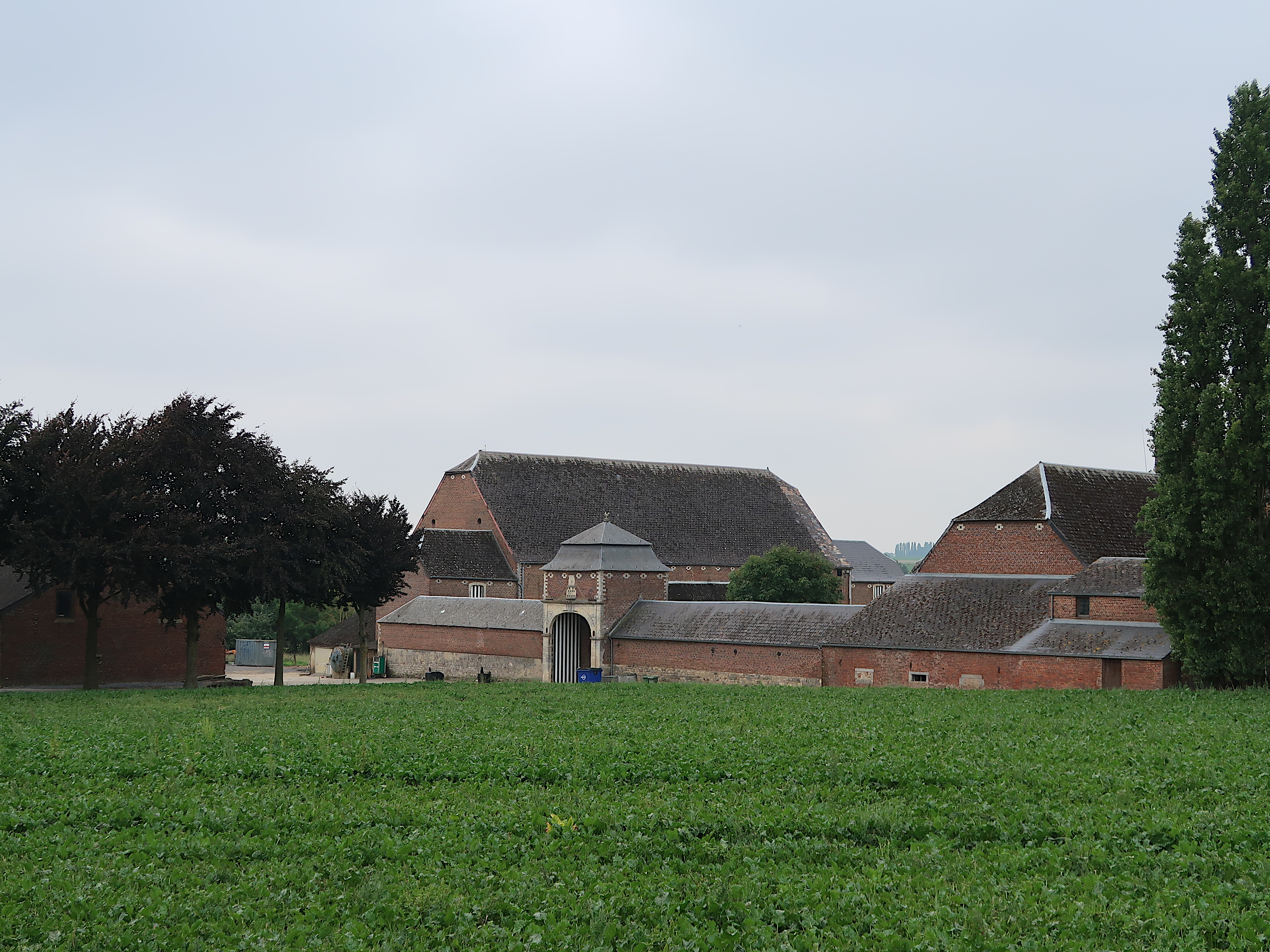
Ferme du Stocquoy.
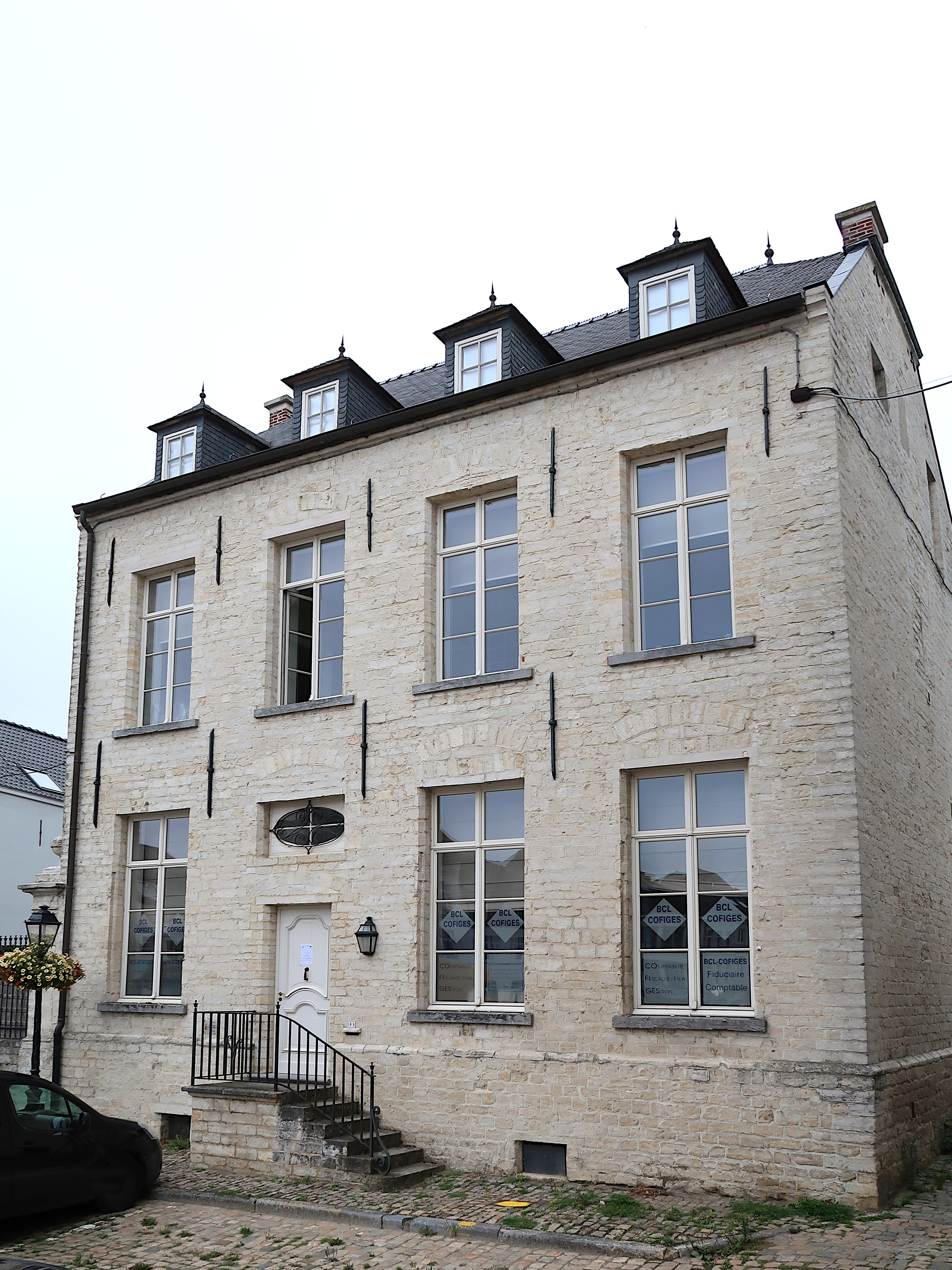
Maison de la Vicomte.
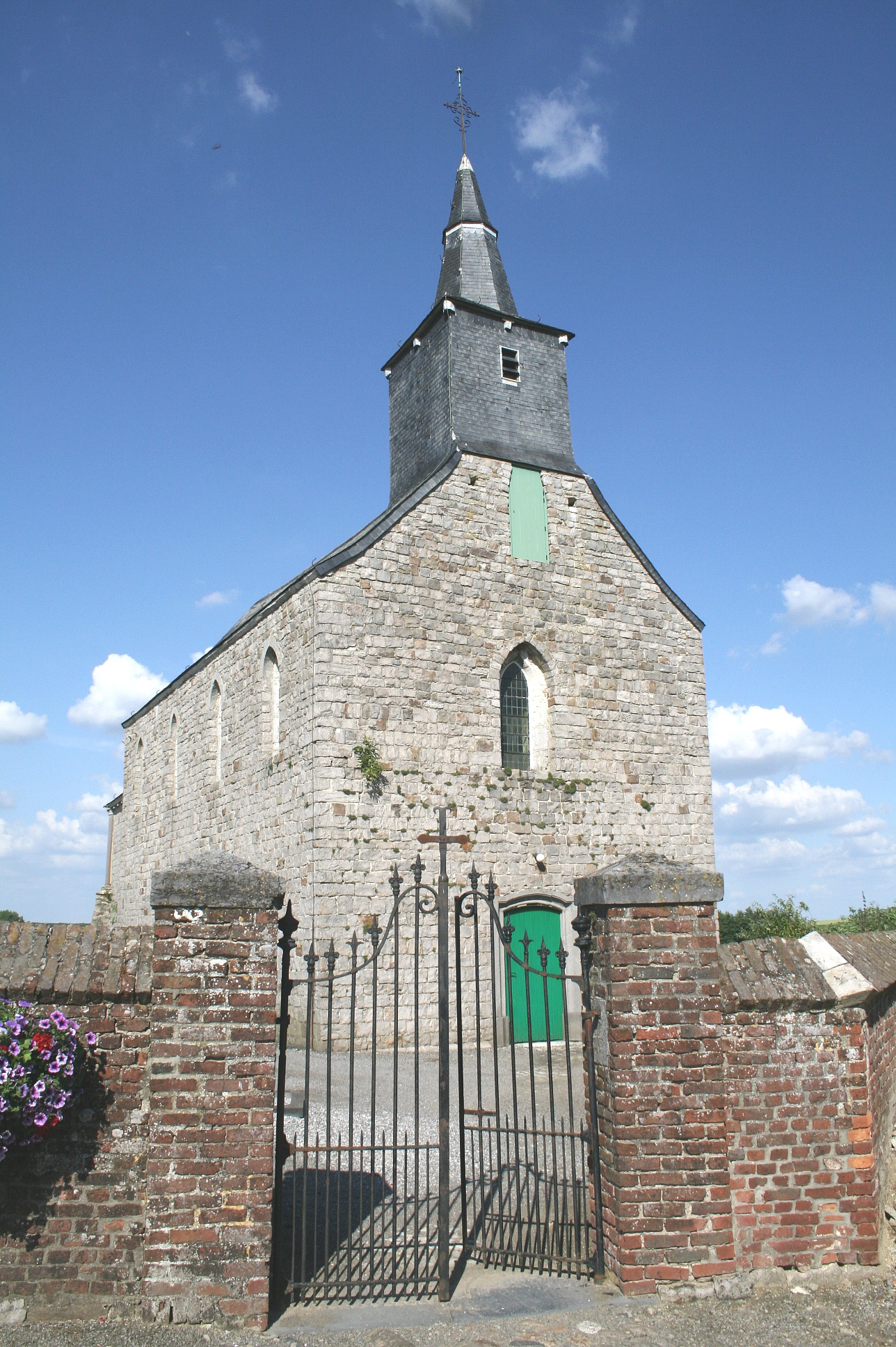
La chapelle d'Herbais (XIIIe siècle).
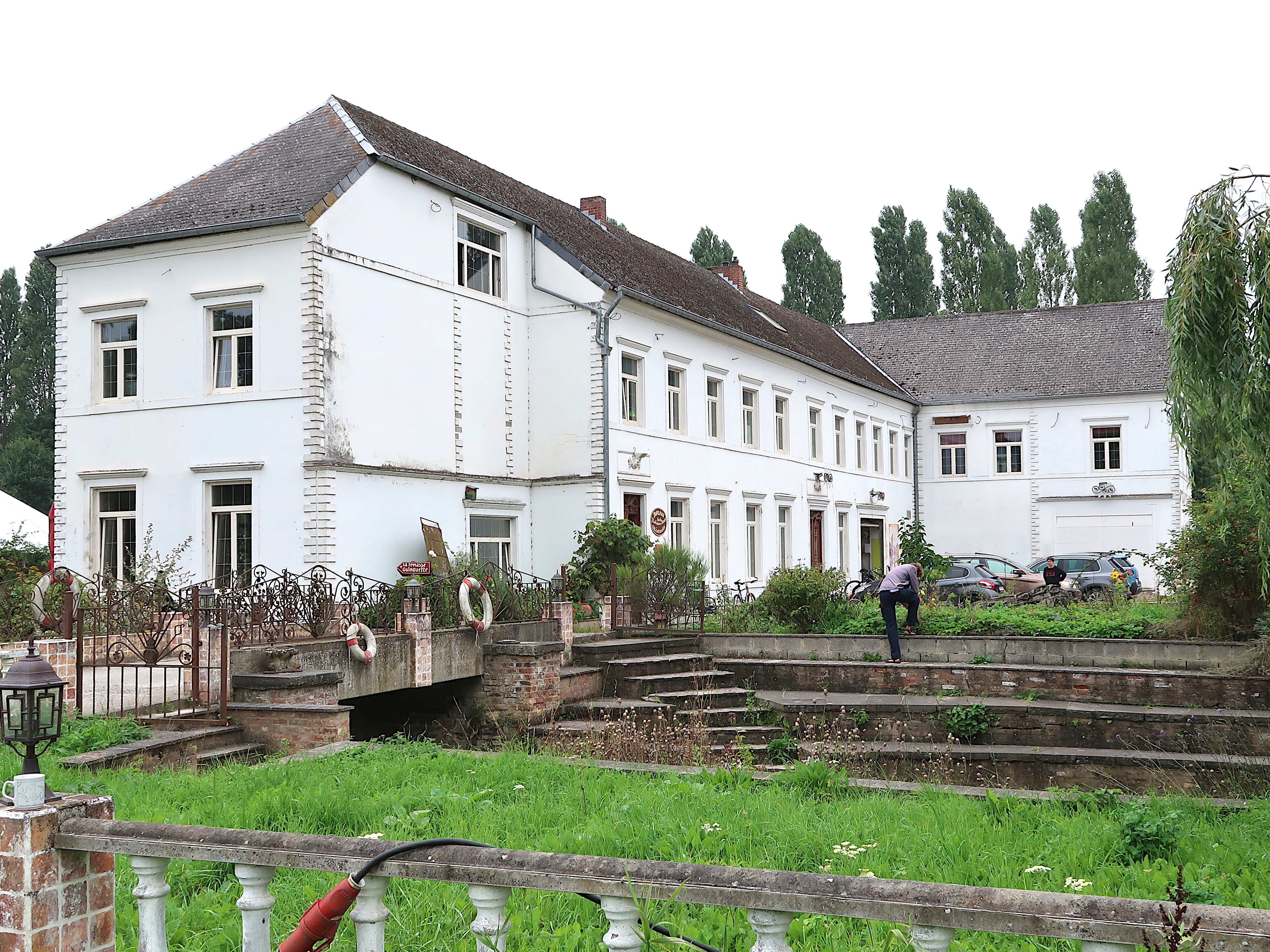
Ferme du Stampia sur la Grande Gette.

## Personnalités liées à la commune
- Jean-Pierre de Beaulieu (1725 Lathuy - 1819 Linz), général wallon de l'armée impériale du Saint-Empire.
- Louis Michel (°1947), homme politique. Après avoir été échevin (1977-1982), il devint, à la suite des élections communales de 1982, bourgmestre de la ville à partir du 1er janvier 1983 et le restera jusqu'en 2004. À la suite des élections législatives de juin 1999, il devient vice-Premier ministre et Ministre des Affaires étrangères et de la réforme institutionnelle en Belgique de 1999 à 2004 puis commissaire européen à la recherche puis au Développement et à l'Aide humanitaire dans la Commission Barroso de 2004 à 2009.
- Charles Michel (°1975), homme politique, fils du précédent. Premier ministre de Belgique entre 2014 et 2019 avant de devenir président du Conseil européen la même année. Il passe son enfance à Jodoigne où il commence sa carrière politique.
- Léon-Clément Pastur (1845 - 1918), député entre 1884 et 1894 puis sénateur (Parti catholique) entre 1894 à 1900 puis entre 1908 à 1912.
- Maximilien Pastur (1878 - 1930), conseiller communal entre 1912 et 1921; Député puis Sénateur à partir de 1921 et le restera jusqu'en 1925.
- Jacques Pastur (1911 - 1969), attaché de l'air.
- Marc Wilmots (°1969), footballeur puis entraîneur de football. Sélectionné en équipe nationale entre 1990 et 2002 et sélectionneur de celle-ci de 2012 à 2016.